# Józef Olejniczak
Józef Olejniczak (ur. 5 września 1918, zm. 13 marca 2001 w Lesznie) – polski żużlowiec, trener sportu żużlowego i działacz sportowy.

## Życiorys
Od drugiego roku życia mieszkał w Lesznie i z tym miastem związany był przez całe życie. W młodości uprawiał pływanie, żeglarstwo, koszykówkę, siatkówkę i lekkoatletykę. Podczas kampanii wrześniowej brał udział w bitwie nad Bzurą, jako plutonowy podchorąży. 
Po zakończeniu II wojny światowej zaczął jeździć na żużlu, sport ten – z racji podeszłego, jak na żużlowca, wieku – uprawiając stosunkowo krótko, w latach 1948–1956. Przez ten czas bronił barw Unii Leszno, sześciokrotnie (1949, 1950, 1951, 1952, 1953, 1954) zdobywając tytuły Drużynowego Mistrza Polski. Był również sześciokrotnym finalistą Indywidualnych Mistrzostw Polski (w latach 1949–1954), największy sukces odnosząc w 1950 r. w Krakowie, gdzie zdobył złoty medal. W 1951 i 1952 r. zwyciężył w turniejach o Łańcuch Herbowy Miasta Ostrowa Wielkopolskiego.
Jeszcze w trakcie trwania czynnej kariery zawodniczej zajął się szkoleniem. Był trenerem kadry narodowej, jak również klubowym, m.in. w leszczyńskiej Unii. W latach 1951–1980 był przewodniczącym Podkomisji Szkoleniowej Głównej Komisji Sportu Żużlowego w Warszawie. Przez kilka lat zajmował stanowisko prezesa Unii, był również współautorem modernizacji stadionu im. Alfreda Smoczyka (w latach 50. XX wieku).

## Ordery i odznaczenia
Za swą działalność otrzymał wiele odznaczeń i wyróżnień m.in.:
- Krzyż Walecznych
- Medal Zwycięstwa i Wolności 1945
- Brązowy Krzyż Zasługi
- Krzyż Kawalerski Orderu Odrodzenia Polski
- Krzyż Oficerski Orderu Odrodzenia Polski
- Odznaka „Mistrz Sportu”
- Odznaka „Zasłużony Mistrz Sportu”
- Odznaka „Zasłużony dla Miasta Leszna”